# Glynor Plet
Glynor Plet (* 30. Januar 1987 in Amsterdam) ist ein niederländischer ehemaliger Fußballspieler. Er spielte auf der Position eines Stürmers.

## Karriere
Plet begann seine Profilaufbahn 2005 beim FC Den Bosch. Nach einem Jahr im Amateurbereich kam er über Telstar, wo er in zwei Spielzeiten in der Eerste Divisie 39 Tore erzielte, 2010 zu Heracles Almelo. Hier konnte er in seiner ersten Spielzeit in 22 Spielen sieben Treffer in der Eredivisie markieren. Seine zweite Saison begann er mit vier Treffern in den ersten fünf Spielen.
Am 31. August 2012 gab FC Twente Enschede bekannt, dass er für die Saison 2012/13 an KRC Genk ausgeliehen werde. Hier gewann er mit dem Belgischen Pokalsieg seinen ersten Titel.
Nachdem Plet ab dem Sommer 2013 für die Vereine Hapoel Be’er Scheva, SV Zulte Waregem, Go Ahead Eagles Deventer und Maccabi Haifa gespielt hatte, wechselte er in der Wintertransferperiode 2016/17 zum türkischen Erstligisten Alanyaspor. Seit dem Sommer 2019 war er erneut für Zweitligist Telstar in den Niederlanden aktiv, wo er vier Spielzeiten später seine Karriere beendete.

## Erfolge
- Belgischer Pokalsieger: 2013
- Israelischer Pokalsieger: 2016